# Charles Conrad Abbott

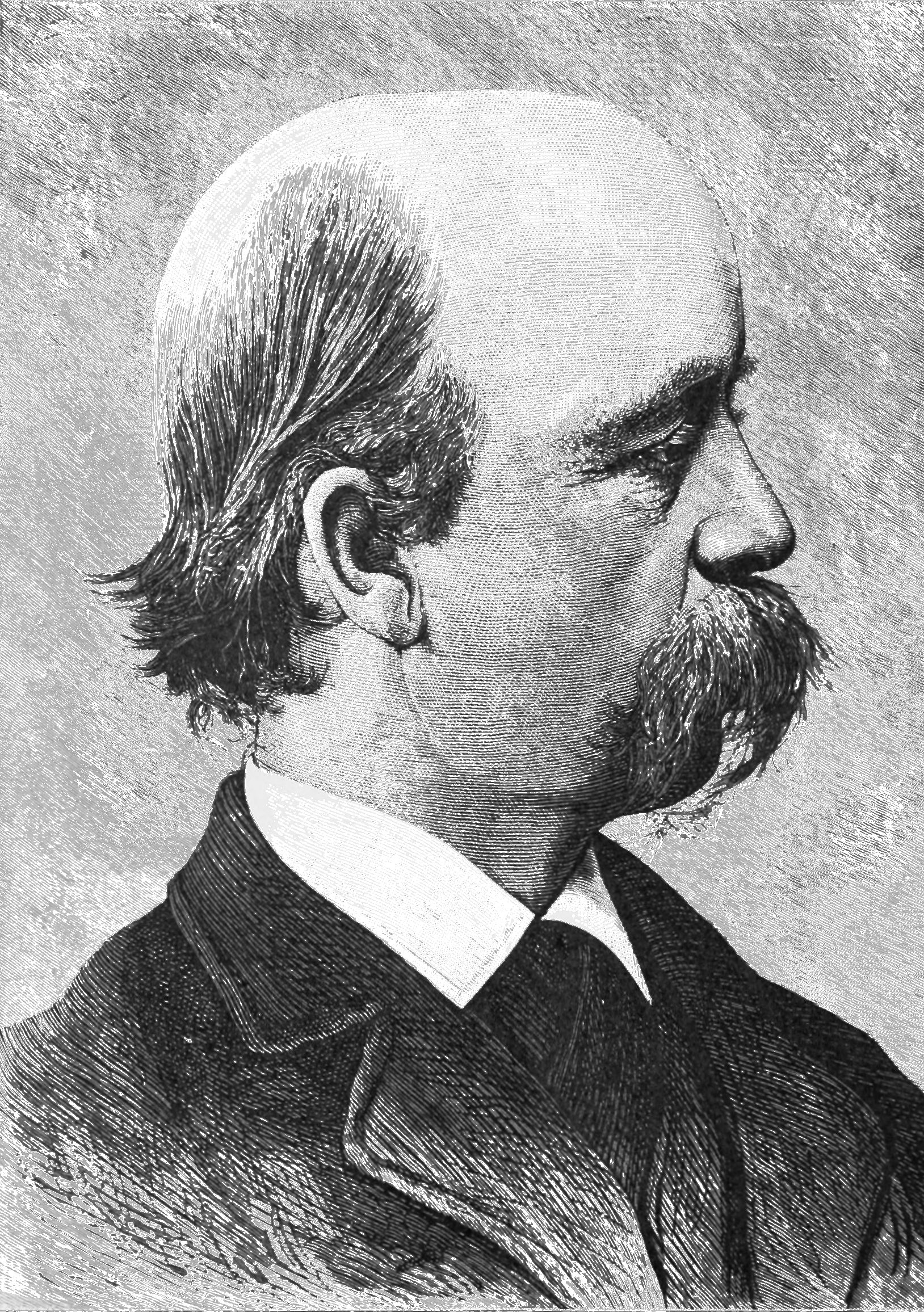
Charles Conrad Abbott.

Charles Conrad Abbott (4 de junho de 1843 - 27 de julho de 1919) foi um arqueólogo e naturalista dos Estados Unidos da América, nascido em Trenton, New Jersey.
Estudou medicina na Universidade da Pennsylvania, e serviu como cirurgião no Exército da União durante a Guerra Civil dos Estados Unidos da América. Desde 1876 até 1889, foi curados assistente do Peabody Museum em Cambridge, no Massachusetts ao qual presenteou com uma colecção de 20 mil espécimenes arqueológicos; também doou espécimenes para outras colecções arqueológicas. O seu livro, Primitive Industry (1881) detalhava as evidências da presença do Homem pré-glaciar no Delaware Valley, sendo uma contribuição valorosa para a arqueologia norte-americana. Também contribuía frequentemente para as revistas American Naturalist, Science, Nature, Science-News e Popular Science Monthly. Também publicou muitas obras com observações de campo, como A Naturalist's Rambles about Home (1884).  